# They Came to Cordura
They Came to Cordura is een Amerikaanse western uit 1959 onder regie van Robert Rossen.
Het scenario is gebaseerd op de gelijknamige roman uit 1958 van de Amerikaanse auteur Glendon Swarthout. In Nederland werd de film destijds uitgebracht onder de titel Zij kwamen naar Cordura.

## Verhaal
In 1916 worden vier Amerikaanse soldaten voorgedragen voor een onderscheiding, omdat ze zich hebben gedragen als helden tijdens de expeditie tegen de Mexicaanse revolutionair Pancho Villa. Ze worden uitgekozen door majoor Thomas Thorn, die zelf meer een denker is dan een held.
Wanneer hij teruggeroepen wordt naar de Texaanse stad Cordura, moet hij Adelaide Geary als gevangene met zich meenemen. Zij heeft tijdens de opstand onderdak geboden aan vijanden. Gedurende de tocht komt de ware aard van de vier held aan het licht. Majoor Thorn kan bovendien laten zien dat hij zelf geen lafaard is.

## Rolverdeling
| Acteur         | Personage                   |
| -------------- | --------------------------- |
| Gary Cooper    | Majoor Thomas Thorn         |
| Rita Hayworth  | Adelaide Geary              |
| Van Heflin     | Sergeant John Chawk         |
| Tab Hunter     | Luitenant William Fowler    |
| Richard Conte  | Korporaal Milo Trubee       |
| Michael Callan | Soldaat Andrew Hetherington |
| Dick York      | Soldaat Renziehausen        |
| Robert Keith   | Kolonel Rogers              |
| Carlos Romero  | Arreaga                     |
| Jim Bannon     | Kapitein Paltz              |
| Edward Platt   | Kolonel DeRose              |
| Maurice Jara   | Mexicaanse politieagent     |
| Sam Buffington | Correspondent               |
| Arthur Hanson  | Correspondent               |